# Jean-Pierre Hoby

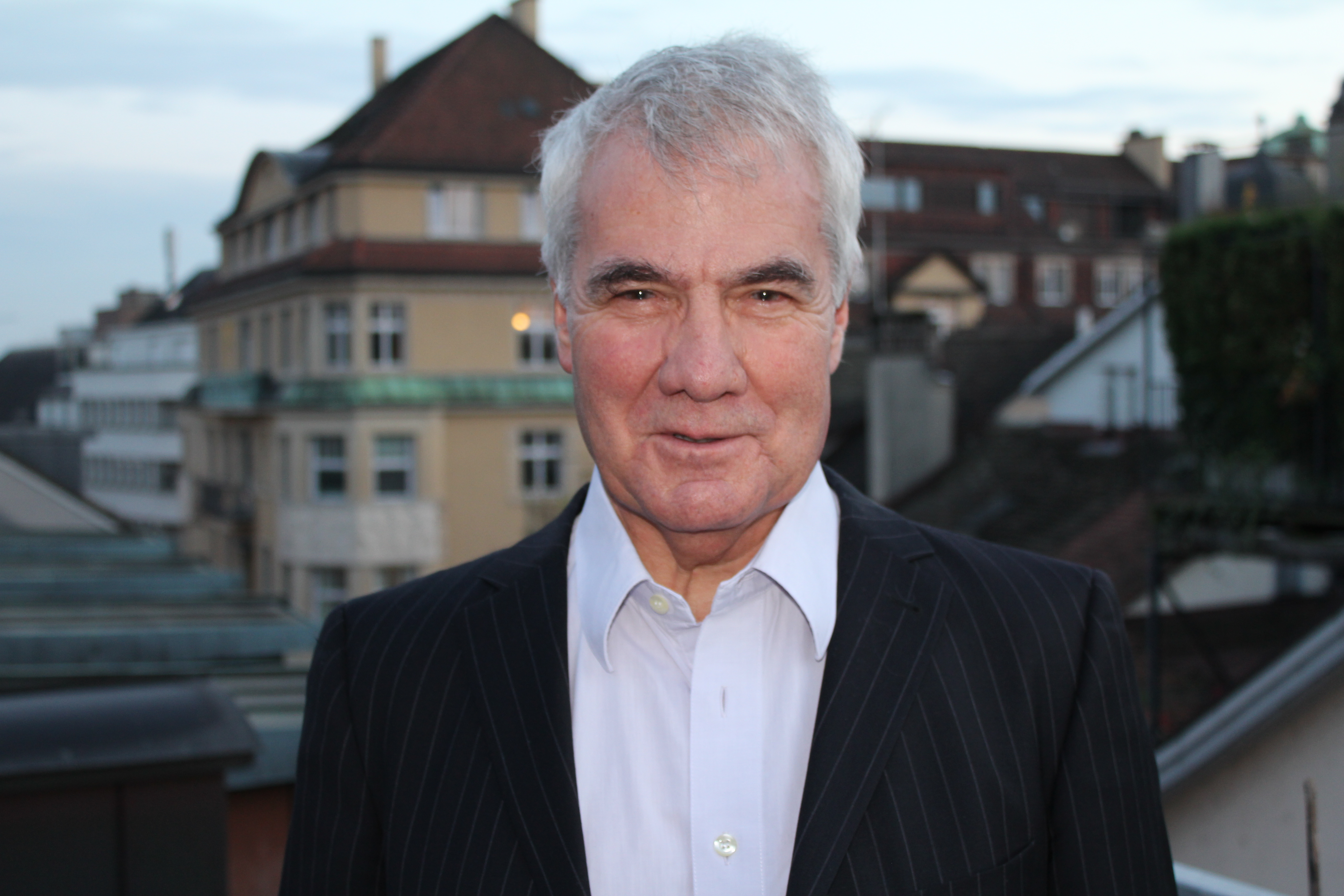
Jean-Pierre Hoby (2012)

Jean-Pierre Hoby (* 1945) ist ein Schweizer Soziologe, Politikwissenschaftler, Jurist und Kulturmanager. In der Zeit von 1983 bis Ende 2010 war er als Direktor Kultur der Stadt Zürich massgeblich an der Gestaltung der Zürcher Kulturpolitik beteiligt.

## Leben
Jean-Pierre Hoby, Sohn eines Schweizer Bankfachmanns und einer französischen Lehrerin, studierte an der Universität Zürich Soziologie, Sozialpsychologie und theoretische Sozialökonomie und schloss das Erststudium 1974 mit der Dissertation Bildungssystem und Gesellschaft ab. Anschliessend studierte er an der gleichen Universität Rechtswissenschaft und schloss das Zweitstudium 1979 mit dem Lizenziat ab. Von 1979 bis 1982 arbeitete er als wissenschaftlicher Adjunkt beim Bundesamt für Justiz in Bern und befasste sich mit der Totalrevision der Bundesverfassung (Auswertung der Vernehmlassungen zum damaligen «Entwurf Furgler»). 
1983 wurde er vom Zürcher Stadtrat zum Direktor Kultur ernannt, eine Funktion, die er bis zu seiner Pensionierung Ende 2010 innehatte. Zu den Höhepunkten seiner Tätigkeit gehört die Annahme diverser Abstimmungsvorlagen durch die Zürcher Stimmbevölkerung: Zürcher Kammerorchester 1983, Filmpodium-Kino 1986, Rote Fabrik 1987, Theaterhaus Gessnerallee 1993, Kantonalisierung der Oper 1994, Subventionserhöhung für das Schauspielhaus 2002, Zürcher Filmstiftung 2004 und Cabaret Voltaire 2008.
Von 2011 bis 2020 hatte er einen Lehrauftrag zum Thema Kulturpolitik und Kulturfinanzierung im MAS-Weiterbildungsprogramm Kulturmanagement Praxis an der Hochschule Luzern – Design, Film und Kunst. Er übt diverse Mandate im Kulturbereich aus, so ist er u. a. Präsident des Schweizer Kunstvereins, Präsident der Stiftung Filmbulletin, Mitglied des Verwaltungsrates des Filmfestivals Locarno und Mitglied im leitenden Ausschuss MAS Applied History der Universität Zürich. Seit 2016 leitet er als Vereinspräsident ARTTV, das «Schweizer Kulturfernsehen im Netz».
Jean-Pierre Hoby ist Vater von 5 erwachsenen Kindern (3 Töchter und 2 Söhne) und lebt in der Zürcher Altstadt.

## Auszeichnungen
Für seine Verdienste um den Kulturaustausch mit Frankreich wurde Hoby 2001 vom französischen Kulturministerium mit dem Orden der Künste und der Literatur ausgezeichnet.

## Publikationen
- Bildungssystem und Gesellschaft, Gedanken zu ihrer Interdependenz. Europäische Hochschulschriften, Lang Verlag, Bern 1975.
- mit L. Neidhart: Ursachen der gegenwärtigen Stimmabstinenz in der Schweiz. Eidgenössische Drucksachen- und Materialzentrale (EDMZ), Bern 1977.
- Vorwort zu Wolfgang Böhler: Kulturkampf im Bundeshaus. Helden, Zürich 2011.
- Streichorchester im Spiegel der Zürcher Kulturpolitik. In: Peter Marschel, Peter Révai: Mit Musik stromaufwärts. NZZ Libro, Zürich 2018.
- 20 Jahre Theaterhaus Gessnerallee. Der Weg von der militärischen zur kulturellen Nutzung. Website der Gessnerallee Zürich, 2009.
- Es ist besser, das Geld für das Theater zu verlieren, als das Theater für das Geld. Gratulation zu 20 Jahre Salon Theater Herzbaracke.